# Llista de Béns Culturals d'Interès Nacional del Moianès
Llista de Béns Culturals d'Interès Nacional del Bages inscrits en el Registre de Béns Culturals d'Interès Nacional (BCIN) del Departament de Cultura de la Generalitat de Catalunya per a la comarca del Moianès. Inclou els béns immobles més rellevants del patrimoni cultural que tenen la categoria de protecció de major rang com a unitat singular, conjunt, espai o zona amb valors culturals, històrics o tècnics.
L'any 2017, el Moianès comptava amb 25 béns culturals d'interès nacional classificats tots ells en monuments històrics. A continuació es mostren les últimes dades disponibles ordenades per municipis.

## Patrimoni arquitectònic
| Monument                                                          | Protecció       | Estil/època                            | Localització                                                                 | Coordenades                                          | Codi?         | Imatge |
| ----------------------------------------------------------------- | --------------- | -------------------------------------- | ---------------------------------------------------------------------------- | ---------------------------------------------------- | ------------- | --- |
| Castell de Calders                                                | BCIN 575-MH     | Obra popular XII-XIII                  | Calders                                                                      | 41° 46′ 50″ N, 1° 59′ 35″ E / 41.780511°N,1.992947°E | RI-51-0005221 | Castell de Calders · Vegeu més fotos d'aquest monument · Carregueu una nova foto d'aquest monument                                                  |
| Castell de Castellcir, o Castell de la Popa                       | BCIN 635-MH     | Romànic, renaixement XI, XX            | Castellcir Al final del c. de l'Amargura, al camí de la finca de Sant Andreu | 41° 46′ 27″ N, 2° 10′ 37″ E / 41.774267°N,2.176937°E | RI-51-0005246 | Castell de Castellcir · Vegeu més fotos d'aquest monument · Carregueu una nova foto d'aquest monument                                               |
| Torrota dels Moros                                                | BCIN 636-MH     | Romànic XI                             | Castellcir A la dreta del camí del castell de Castellcir                     | 41° 46′ 11″ N, 2° 09′ 56″ E / 41.769750°N,2.165579°E | RI-51-0005247 | Torrota dels Moros (Castellcir) · Vegeu més fotos d'aquest monument · Carregueu una nova foto d'aquest monument                                     |
| Castell de Marfà                                                  | BCIN 637-MH     | Obra popular XVIII                     | Castellcir A poca distància de l'església de Sant Pere de Marfà              | 41° 46′ 46″ N, 2° 04′ 08″ E / 41.779320°N,2.068926°E | RI-51-0005248 | Castell de Marfà (Castellcir) · Vegeu més fotos d'aquest monument · Carregueu una nova foto d'aquest monument                                       |
| Casa Prat de la Riba, o Can Padrós                                | BCIN 99-MH-EN   | Obra popular XVIII                     | Castellterçol Pl. de Prat de la Riba, 7                                      | 41° 45′ 05″ N, 2° 07′ 10″ E / 41.751494°N,2.119446°E | RI-51-0005097 | Casa Prat de la Riba (Castellterçol) · Vegeu més fotos d'aquest monument · Carregueu una nova foto d'aquest monument                                |
| Castell de Castellterçol, o Castell de Sant Miquel                | BCIN 665-MH     | Romànic, gòtic XI, XIII, XVI           | Castellterçol                                                                | 41° 44′ 42″ N, 2° 07′ 13″ E / 41.745003°N,2.120283°E | RI-51-0005366 | Castell de Castellterçol · Vegeu més fotos d'aquest monument · Carregueu una nova foto d'aquest monument                                            |
| Escut dels Taiadella al Palau dels Marquesos d'Alòs               | BCIN 3882-MH    | Barroc XVII                            | Castellterçol C. de Barcelona, 2                                             | 41° 45′ 07″ N, 2° 07′ 16″ E / 41.752043°N,2.121029°E | IPA-31750     | Escut dels Taiadella al Palau dels Marquesos d'Alòs (Castellterçol) · Vegeu més fotos d'aquest monument · Carregueu una nova foto d'aquest monument |
| Escut de la capella de Sant Gaietà                                | BCIN 3901-MH    | Obra popular XVII                      | Castellterçol                                                                | 41° 45′ 54″ N, 2° 06′ 44″ E / 41.765089°N,2.112225°E | IPA-28683     | Escut de la capella de Sant Gaietà (Castellterçol) · Modifica el valor a Wikidata · Carregueu una nova foto d'aquest monument                       |
| Monestir de Santa Maria de l'Estany                               | BCIN 118-MH     | Romànic, gòtic XII-XIII, XIV, XVI-XVII | L'Estany                                                                     | 41° 52′ 10″ N, 2° 06′ 45″ E / 41.869370°N,2.112568°E | RI-51-0000439 | Monestir de Santa Maria de l'Estany · Vegeu més fotos d'aquest monument · Carregueu una nova foto d'aquest monument                                 |
| Castell de Granera                                                | BCIN 914-MH     | Romànic XIII-XIV                       | Granera                                                                      | 41° 43′ 48″ N, 2° 03′ 28″ E / 41.729898°N,2.057725°E | RI-51-0005492 | Castell de Granera · Vegeu més fotos d'aquest monument · Carregueu una nova foto d'aquest monument                                                  |
| Torre amb matacà                                                  | BCIN 915-MH     | Obra popular XVII-XVIII                | Granera Raval de Baix                                                        | 41° 43′ 51″ N, 2° 03′ 47″ E / 41.730769°N,2.062919°E | RI-51-0005493 | Carregueu una nova foto d'aquest monument |
| Casa natal de Rafael Casanova, Museu Comarcal de Moià             | BCIN 364-MH-EN  | Gòtic tardà, barroc XVI-XVIII          | Moià C. Rafael Casanova, 17                                                  | 41° 48′ 41″ N, 2° 05′ 54″ E / 41.811505°N,2.098294°E | RI-51-0010488 | Casa natal de Rafael Casanova (Moià) · Vegeu més fotos d'aquest monument · Carregueu una nova foto d'aquest monument                                |
| Castell de Clarà                                                  | BCIN 1044-MH    | Romànic XI-XII                         | Moià Muntanya de Sant Andreu                                                 | 41° 49′ 13″ N, 2° 04′ 49″ E / 41.820278°N,2.080175°E | RI-51-0005540 | Castell de Clarà (Moià) · Vegeu més fotos d'aquest monument · Carregueu una nova foto d'aquest monument                                             |
| Castellnou de la Plana                                            | BCIN 1045-MH    | Gòtic-renaixement, obra popular XIV-XV | Moià Al sud-est de Moià                                                      | 41° 48′ 09″ N, 2° 06′ 13″ E / 41.802529°N,2.103518°E | RI-51-0005541 | Castellnou de la Plana (Moià) · Vegeu més fotos d'aquest monument · Carregueu una nova foto d'aquest monument                                       |
| El Saiol Comtal, o Torre dels Capellans                           | BCIN 1046-MH    | Obra popular XVI                       | Moià A 2 km al sud-oest de Moià                                              | 41° 48′ 25″ N, 2° 05′ 47″ E / 41.806890°N,2.096282°E | RI-51-0005542 | El Saiol Comtal (Moià) · Vegeu més fotos d'aquest monument · Carregueu una nova foto d'aquest monument                                              |
| Escut de Moià, ornamentacions al carrer del Pont                  | BCIN 3984-MH    | Barroc XVII-XVIII                      | Moià C. del Pont                                                             | 41° 48′ 46″ N, 2° 05′ 49″ E / 41.812661°N,2.096831°E | IPA-16701     | Escut de Moià al carrer del Pont (Moià) · Vegeu més fotos d'aquest monument · Carregueu una nova foto d'aquest monument                             |
| Escut de la Font Vella                                            | BCIN 3985-MH    | Obra popular XVIII                     | Moià C. Francesc Viñas                                                       | 41° 48′ 46″ N, 2° 05′ 49″ E / 41.812689°N,2.096963°E | IPA-16736     | Escut de la Font Vella (Moià) · Vegeu més fotos d'aquest monument · Carregueu una nova foto d'aquest monument                                       |
| Torre de Casanova                                                 | BCIN 3986-MH    | Obra popular XVI-XVIII                 | Moià Ctra. N-141, km 30-31                                                   | 41° 49′ 09″ N, 2° 08′ 13″ E / 41.819107°N,2.136919°E | IPA-16743     | Torre de Casanova (Moià) · Vegeu més fotos d'aquest monument · Carregueu una nova foto d'aquest monument                                            |
| Castell de Rodors                                                 | BCIN 3987-MH    | X                                      | Moià Rodors                                                                  | 41° 50′ 23″ N, 2° 05′ 02″ E / 41.839669°N,2.083961°E | IPA-16675     | Castell de Rodors (Moià) · Vegeu més fotos d'aquest monument · Carregueu una nova foto d'aquest monument                                            |
| Creu de terme de la Capella del Remei, o Creu del Remei           | BCIN 3988-MH    | Gòtic tardà XVI                        | Moià C. Rafael Casanova, 13                                                  | 41° 48′ 42″ N, 2° 05′ 54″ E / 41.811591°N,2.098266°E | IPA-16760     | Creu de terme de la Capella del Remei (Moià) · Vegeu més fotos d'aquest monument · Carregueu una nova foto d'aquest monument                        |
| El Clascar de Bertí, Castell de Bertí                             | BCIN 1537-MH    | Gòtic, historicisme XX                 | Sant Quirze Safaja Bertí                                                     | 41° 42′ 54″ N, 2° 13′ 43″ E / 41.715077°N,2.228567°E | RI-51-0005677 | El Clascar de Bertí (Sant Quirze Safaja) · Vegeu més fotos d'aquest monument · Carregueu una nova foto d'aquest monument                            |
| Molí de Llobateres, o Molí de Centelles, de la Torre, de Fontubal | BCIN 3961-MH-EN | Obra popular XIII, XVI, XVIII          | Sant Quirze Safaja Ctra C-1413, km 2,8, a 800 m                              | 41° 42′ 59″ N, 2° 10′ 17″ E / 41.716282°N,2.171379°E | IPA-29488     | Molí de Llobateres (Sant Quirze Safaja) · Vegeu més fotos d'aquest monument · Carregueu una nova foto d'aquest monument                             |
| Castell d'Oló                                                     | BCIN 1418-MH    | Medieval, XVIII                        | Santa Maria d'Oló                                                            | 41° 52′ 13″ N, 2° 02′ 03″ E / 41.870267°N,2.034171°E | RI-51-0005704 | Castell d'Oló (Santa Maria d'Oló) · Vegeu més fotos d'aquest monument · Carregueu una nova foto d'aquest monument                                   |
| Castell d'Aguiló                                                  | BCIN 1419-MH    |                                        | Santa Maria d'Oló                                                            | 41° 53′ 34″ N, 2° 01′ 40″ E / 41.892766°N,2.027886°E | RI-51-0005705 | Castell d'Aguiló (Santa Maria d'Oló) · Vegeu més fotos d'aquest monument · Carregueu una nova foto d'aquest monument                                |
| La Torre                                                          | BCIN 1420-MH    | Medieval                               | Santa Maria d'Oló                                                            | 41° 52′ 14″ N, 2° 02′ 02″ E / 41.870485°N,2.033978°E | RI-51-0005706 | La Torre (Santa Maria d'Oló) · Vegeu més fotos d'aquest monument · Carregueu una nova foto d'aquest monument                                        |

A més, alguns monuments històrics estan inclosos també en l'Inventari del Patrimoni Arqueològic i Paleontològic de Catalunya (IPAPC) per tenir protegit igualment el seu subsol o l'entorn.